# Baiano (cognome)
Baiano è un cognome di lingua italiana.

## Varianti
Il cognome non presenta varianti.

## Origine e diffusione
Il cognome è tipicamente meridionale.
Potrebbe derivare dal toponimo Baiano, dal latino badia, "baia", o dai toponimi Bacoli e Baia e Latina. È etimologicamente affine al cognome Baglioni.

## Persone
- Enrico Baiano – clavicembalista italiano